# Charlie Heaton
Charlie Ross Heaton (sinh ngày 6 tháng 2 năm 1994) là một nam diễn viên và nhạc sĩ người Anh, được biết đến nhiều nhất qua vai chính Jonathan Byers trong bộ phim khoa học viễn tưởng–kinh dị của Netflix Cậu bé mất tích.